# Trận Zorndorf
Trận Zorndorf diễn ra ở Brandenburg (Phổ) vào ngày 25 tháng 8 năm 1758 trong Chiến tranh Bảy năm, giữa quân đội Phổ do vua Friedrich II trực tiếp chỉ huy với quân đội Nga do đại tướng Villim V. Fermor chỉ huy. Đây được xem là một trong những trận đánh tàn khốc nhất thế kỷ 18, với tổng số người chết, chấn thương và bị bắt lên đến hơn 3 vạn sĩ quan và binh lính chỉ trong 1 ngày giao tranh. 
Tháng 8 năm 1758, tướng Villiam V. Fermor dẫn hơn 4 vạn quân Nga tấn công vùng Brandenburg (trung tâm của vương quốc Phổ) và uy hiếp thủ đô Berlin. Vua Phổ Friedrich II tự mình mang 36 nghìn quân đến ngăn chặn quân Nga. Ngày 25 tháng 8, Friedrich lập kế đánh bọc hậu tiêu diệt quân chủ lực Nga, nhưng Fermor đã bắt bài được đối thủ và trong lúc quân Phổ đang di chuyển qua sườn địch, Fermor cho toàn bộ lực lượng quay sang đối mặt trực tiếp với quân Phổ, buộc Friedrich phải tiến hành tấn công trực diện. Người Nga đã đứng vững trước các đợt công kích từ lực lượng bộ binh tinh nhuệ nhất của Phổ. Sau đó, quân Nga giáng nhiều đòn phản kích mạnh vào sườn trái địch và gần như đánh tan bộ binh Phổ, buộc Friedrich phải xua quân thiết kỵ xung phong đánh bật quân Nga về tuyến xuất phát. Quân Nga và quân Phổ giằng co đến đêm thì kiệt sức và không bên nào làm chủ được trận địa.
Tuy nhiên, ngày 27 tháng 8 năm 1758, Fermor thu quân khỏi trận địa và lui dần về Ba Lan. Sự việc này đã đặt dấu chấm hết cho cuộc tấn công Brandenburg của người Nga và khép lại trận Zorndorf với chiến thắng đắt giá của quân đội Phổ.

## Bối cảnh
Năm 1758, cuộc chiến tranh Bảy năm giữa liên minh Nga-Áo với Phổ bước sang năm thứ ba. Cuối tháng 7 – đầu tháng 8, chính phủ Nga sai đại tướng Villiam V. Fermor đem gần 5 vạn quân mở chiến dịch tấn công Brandenburg – lãnh địa trung tâm của vua Phổ và cũng là nơi đặt thủ đô Berlin. Quân Nga nhanh chóng đè bẹp các đơn vị biên phòng Phổ; sau đó Fermor tiến đánh pháo thành Küstrin và thị trấn Frankfurt nhằm tạo bàn đạp vượt sông Oder đánh chiếm Berlin. Đến ngày 15 tháng 8, quân bản bộ Brandenburg đã bị co cụm về Küstrin (chỉ cách Berlin 50 km). Fermor cho pháo kích cấp tập vào thành suốt 1 tuần lễ nhưng quân Phổ vẫn kiên quyết không đầu hàng.
Trong lúc quân Nga xâm chiếm Brandenburg, đội quân trung ương Phổ do Friedrich II trực tiếp chỉ huy đang tập kết ở Schlesien. Ban đầu Friedrich tin rằng quân bản bộ Brandenburg của tướng Christoph Burggraf und Graf zu Dohna đủ sức đánh bại quân Nga, nên ông dồn hết quân chủ lực về Schlesien đặng đề phòng quân đội Áo do thống chế Leopold von Daun chỉ huy đánh khu vực này. Tuy nhiên, sau khi nhận tin quân Brandenburg đánh không lại đối phương, Friedrich vào ngày 8 tháng 8 đã mang 15 nghìn quân lên mạn bắc tấn công quân Nga trên sông Oder. Quân Phổ khởi hành từ Landshut (Schlesien) vào ngày 11 tháng 8. Chỉ sau 9 ngày hành quân cấp tốc, quân chủ lực Phổ đã đến bờ tây sông Oder và đến ngày 22 tháng 8 Friedrich hợp binh với 11 nghìn quân bản bộ của Dohna, nâng quân số Phổ lên 36 nghìn người và 167 đại bác.
Sự xuất hiện của đại quân Phổ buộc Fermor phải buông bỏ Küstrin và triệt thoái theo hướng đông. Sau đó, ông ta xây dựng một tuyến phòng thủ dài 5 km giữ các thị trấn Quartschen và Zicher, tọa lạc trên hướng nam con sông nhỏ Mietzel (là phụ lưu chảy vào sông Oder theo hướng đông-tây). Địa hình khu vực này khá thuận lợi cho quân Nga, vì nếu muốn tấn công họ quân Phổ sẽ phải vượt sông Mietzel, sau đó luồn qua các cánh rừng rậm và tràn qua một vùng đất thấp lầy lội mang tên Hole-Bruch. Cánh trái do Fermor trực tiếp chỉ huy được đặt tựa vào các vùng trũng Zabern-Grund còn cánh phải do tướng Yuri Y. Browne chỉ huy tựa vào vùng trũng Langer-Grund. Lực lượng của Nga lúc đó bao gồm 43 nghìn quân và 210 đại bác, nhưng riêng về kỵ binh nặng họ bị lép vế rất nhiều so với địch quân: số quân thiết kỵ của Phổ và Nga lần lượt là 10500 và 3282 người.
Ngày 23 tháng 8 quân đội Phổ vượt sông Oder, và sang hôm sau họ đến khu vực đối diện với quân Nga trên bờ tây sông Mietzel. Các khu rừng dày đặc ven sông đã gây cản trở lớn cho Friedrich trong việc quan sát chiến địa, thêm vào đó các toán khinh kỵ trinh thám của Phổ liên tục bị lính khinh kỵ Kozak quấy nhiễu. Tuy thiếu dữ liệu về đội hình quân Nga nhưng Friedrich vẫn quyết định tấn công, vì ông ta luôn quan niệm rằng dân Nga chỉ là "một lũ mọi rợ nửa Âu nửa Á" và không thể bì kịp quân đội tinh nhuệ của Phổ. Friedrich lên kế hoạch vượt sông Mietzel tiến sang hướng đông, sau đó hành quân xuyên qua các rừng phía đông Zicher rồi lập đội hình chiến đấu trên tuyến Wilkersdorf - Zorndorf để đánh bọc hậu địch.

## Diễn biến
3h rạng sáng ngày 25 tháng 8, quân đội của Friedrich vượt sông Mietzel và luồn qua các rừng theo sự dẫn đường của 2 nhân viên kiểm lâm. Khi bình mình lên, quân Phổ đã tiến ra vùng đồng trống gần Batzow, sau đó họ rẽ sang hướng tây-nam và đi vòng sau lưng phòng tuyến quân Nga. Quân Phổ tiếp tục di chuyển về phía tây cho tới khi dừng chân trên hướng nam làng Zorndorf và triển khai đội hình chiến đấu. Thực hiện chiến thuật đội hình nghiêng, Friedrich dồn hết sức mạnh xung lực vào cánh trái của mình. Trung tướng Heinrich von Manteuffel được giao chỉ huy quân tiên phong gồm 8 tiểu đoàn xung kích đặc biệt tinh nhuệ. Ở bên phải và sau lưng, Manteuffel được yểm hộ chặt chẽ bởi 15 tiểu đoàn thiện chiến khác do trung tướng H. W. von Kanitz chỉ huy. Đằng sau quân Manteuffel và Kanitz là 20 khối kỵ binh dự bị của trung tướng Marschall von Biberstein. Bên trái quân Manteuffel, Friedrich hạ lệnh cho trung tướng Friedrich Wilhelm von Seydlitz dẫn 36 khối kỵ binh tiến dọc theo hướng tây vùng trũng Zabern-Grund đặng che sườn cho lực lượng bộ binh xung kích. Các đơn vị bộ binh còn lại do tướng Dohna chỉ huy không tham gia tấn công, chỉ đứng chân trên cánh phải đặng đề phòng quân Nga phản kích vào hướng này.

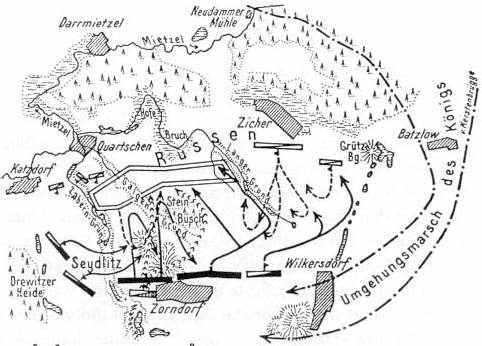
Bản đồ trận Zorndorf.

Tuy nhiên, có một điều Friedrich không ngờ tới là người Nga đã phát hiện hậu quân của mình bị uy hiếp trong lúc quân Phổ đang hành tiến. Khoảng 6h, Fermor đã đưa hàng loạt đơn vị dự bị đến tiếp sức cho cả hai cạnh sườn, đồng thời cho toàn bộ lực lực lượng quay xuống hướng nam đặng đối đầu trực tiếp với quân Phổ. Giờ đây cánh trái cũ của Fermor trở thành cánh phải mới và ngược lại cánh phải cũ của Browne trở thành cánh trái mới. Mật độ binh lực trên các sườn của Nga được tăng cường dày đặc đến mức một sĩ quan Phổ đã tưởng rằng quân Nga đang tổ chức đội hình ô vuông giống như các phương trận Hy Lạp cổ. Khi quân Phổ tấn công, họ sẽ đánh trúng cánh phải hùng hậu của Fermor giữa các vùng trũng Zabern-Grund về hướng đông và Galgen-Grund về hướng đông bắc. Bên cạnh đó, thay đổi về phân bố binh lực của Fermor đã chuyển quân Nga sang thế dựa lưng vào sông Mietzel và các bãi lầy gần đó. Điều này có nghĩa là quân đội Nga sẽ gặp rất nhiều khó khăn trong việc tổ chức triệt thoái nếu họ thua trận. Thêm vào đó, Fermor đã sơ ý bố trí cánh phải cách cánh trái và trung tâm khá xa về phía trước. Nhưng Fermor vẫn tin chắc rằng quân đội địch sẽ bị đánh tan tác trong trận chiến sắp tới.
9h sáng ngày 25 tháng 8, quân Phổ hoàn tất triển khai đội hình chiến đấu. Từ hướng bắc và tây bắc Zorndorf, 60 cỗ đại bác Phổ đồng loạt khai hỏa vào cánh phải mới của quân Nga. Người Nga chịu thương vong rất lớn, nhiều đơn vị Nga do xếp theo đội hình quá dày nên bị vỡ tan nát. Khi tuyến thứ nhất của Nga gần tan rã, Fermor đưa quân từ tuyến thứ 2 và từ hàng dự bị lên lấp các lỗ hổng cho tuyến đầu. Đồng thời, pháo binh Nga phản pháo dữ dội nhưng không gây nhiều thiệt hại cho địch vì trận tuyến quân Phổ được dàn trải tương đối mỏng. Sau 2 tiếng đồng hồ bị pháo kích liên tục, trận tuyến quân Nga vẫn đứng vững và vào 11h Friedrich cho bộ binh của Manteuffel và Kanitz xung trận. Quân Manteuffel đã di chuyển hăng hái đến mức họ trở nên tách rời với lực lượng yểm trợ của Kanitz. Lúc 11h, khi quân Manteuffel áp sát trận tuyến của Nga ở cự ly 40 bước, bộ binh hai bên triển khai bắn nhau dữ dội. Các trung đoàn phóng lựu số 1 và 3 của Nga bị hao tổn nặng nề, nhưng quân Nga kiên trì chiến đấu và dần dần thắng thế. Để duy trì khả năng tập trung hỏa lực, Manteuffel dồn hết lực lượng từ sườn trái vào trung tâm, tạo ra khoảng cách khá xa giữa quân Phổ với vùng trũng lầy lội Zabern-Grund vốn được Manteuffel dùng để che sườn trái khỏi nguy cơ quân Nga phản kích. Chớp lấy thời cơ, Fermor xua trung đoàn long kỵ Tobolsky, trung đoàn thiết kỵ Novotroitsky cùng một trung đoàn bộ binh cưỡi ngựa từ cánh phải đánh thốc vào sườn trái quân Phổ Quân Phổ thảm bại và Manteuffel rút quân chạy tán loạn về hậu tuyến.

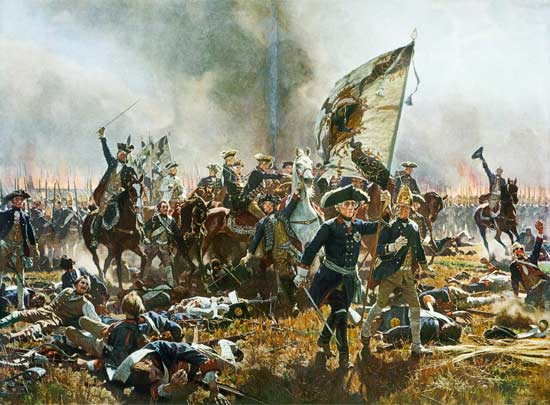
Friedrich II trong trận Zorndorf, tranh vẽ của Carl Röchling năm 1904.

Trong khi đó, Kanitz lại tưởng rằng nhiệm vụ của mình là duy trì đội hình với cánh phải của Dohna chứ không phải yểm hộ cho cánh trái của Manteuffel. Do vậy Kanitz chuyển hướng tiến công sang bên phải và di chuyển một cách chật vật qua địa hình gấp khúc trên hướng này. Quân Phổ nhanh chóng gặp phải hỏa lực mạnh từ bộ binh trung tâm của Nga. Để hạn chế tổn thất Kanitz đành kéo căng chiến tuyến của mình, sau đó trộn hai hàng quân của mình thành một và cho xung phong thằng vào trận địa quân Nga. Quân Kanitz đã chọc thủng được phòng tuyến địch và cướp được một vài cỗ pháo, nhưng họ chưa kịp tiến sâu vào trung tâm trận địa thì tàn quân của Manteuffel từ bên trái đã chạy thẳng vào hàng ngũ của họ. Quân Phổ trở nên chen chúc hỗn loạn và trở thành mồi ngon cho hỏa lực tập trung của bộ binh và pháo binh Nga. Thừa thắng, bộ binh Nga ôm lê đánh ập vào sườn trái quân Kanitz, làm toàn bộ đội quân của Manteuffel và Kaniz phải tháo chạy thục mạng khỏi trận tuyến. Friedrich II xuống ngựa, giật lấy cờ của một trung đoàn bộ binh và xông lên hô hào quân sĩ chặn đánh quân Nga, nhưng không thành công. Biberstein kéo 3 trung đoàn long kỵ binh dự bị lên phản kích và đánh tan một số đơn vị kỵ binh Nga, nhưng cũng không thể xoay chuyển cục diện.

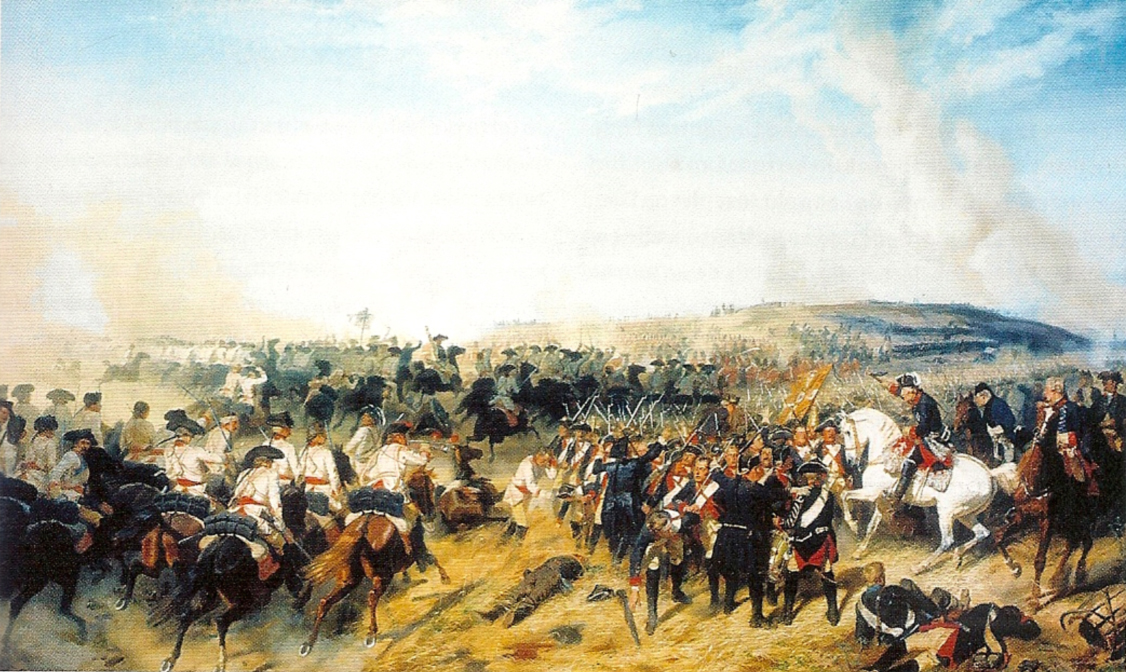
Trận Zorndorf qua tranh của Emil Hünten năm 1858.

Vào gữa trưa, đà phản kích của quân Nga đã chùn lại khi tướng Phổ Seydlitz xua 36 khối kỵ binh vượt vùng trung Zabern-Grund đánh thọc vào sườn phải kỵ binh Nga. Quân thiết kỵ Phổ nhanh chóng nghiền nát kỵ binh Nga, sau đó họ kết hợp với 20 khối kỵ binh dự bị phát triển tấn công vào bộ binh Nga. Bộ binh Nga không kịp tổ chức đội hình chống cự và bị đánh chạy dài về Quartschen; hàng nghìn lính Nga đã thiệt mạng hoặc phải lẩn trốn vào các rừng Zicher. Tuy nhiên, các trung đoàn phóng lựu số 1 và 2 đã duy trì đội ngũ và chiến đấu dũng cảm với địch, tạo điều kiện cho một bộ phận lớn quân Nga chạy thoát. Đến 1h, Seydlitz đã đè bẹp mọi sự đề kháng của quân Nga, nhưng các tướng Nga đã kịp thời chấn chỉnh, bổ sung lực lượng và xây dựng một trận tuyến mới. Seydlitz rút quân thiết kỵ về phía bắc Zorndorf đặng chỉnh đốn hàng ngũ, đợi thời cơ tung những đòn công kích mới. Cùng lúc đó, Friedrich chuyển trọng tâm tấn công sang cánh trái quân Nga do Browne chỉ huy. Thoạt tiên Friedrich cho 40 khẩu đại bác gần Galgen-Grund cày phá đội hình của Browne; sau đó vào 1h30, nhà vua đốc thúc bộ binh của Dohna xung trận. Chỉ vài phút sau khi quân Dohna bắt đầu di chuyển, Browne sai thiếu tướng Demiku đem 36 khối kỵ từ cánh trái giáng mạnh vào sườn địch và bắt gọn một khẩu đội pháo. Nhưng đến 3h15, bộ binh Phổ đã cản được cuộc phản kích này. Đồng thời một số đơn vị kỵ binh của Biberstein xông lên đánh bật kỵ binh Nga về tuyến xuất phát. Quân Phổ lấy lại được khẩu đội bị mất. Cùng lúc đó, bộ binh của Manteuffel mở những đợt tấn công mới vào cánh phải đã suy yếu của Nga, nhưng một lần nữa thất bại và tháo chạy về phía sau 2 km rồi mới tập hợp lại đội ngũ.
Không lâu sau thất bại của Demiku, Browne được tiếp sức bởi 4 tiểu đoàn của thiếu tướng Manteuffel, và ông ta xua cả bộ binh lẫn kỵ binh tấn công đội quân của Dohna. Quân Nga đã bắt gọn tiểu đoàn 2 Alt-Kreytzen và một khẩu đội trọng pháo khác. Quân Phổ trên 2 cánh sườn của Dohna đã chặn được các mũi tấn công của Nga, nhưng quân trung tâm của Dohna bị đánh tan nát phải bỏ về Wilkersdorf. Seydlitz tung 36 khối thiết kỵ đột kích vào chính diện và lưng quân Nga. Được sự phối hợp của 25 khối kỵ binh do Biberstein chỉ huy, quân thiết kỵ Seydlitz đè bẹp quân Nga và buộc số quân Nga còn sống phải chạy về Quartschen. Quân Phổ đã giải cứu được cả tiểu đoàn 2 Alt-Kreyzten lẫn khẩu đội bị bắt. Chiến thắng của kỵ binh Phổ đã khích lệ Dohna đem lực lượng của mình cùng 900 tàn quân của Kanitz tiến hành một đợt tấn công mới vào cánh trái Nga. Được sự yểm trợ sát cận của pháo binh, bộ binh Phổ đã đánh bại quân Nga trong nhiều trận giáp lá cà đẫm máu. Thiệt hại của quân Nga rất lớn; tướng Browne cùng một số sĩ quan khác bị trọng thương và bị bắt làm tù binh. Nhưng người Nga thà chịu chết chứ không rút chạy qua sông Mietzel. Khi đêm gần xuống, quân Phổ đã thấm mệt và phải tạm ngưng tấn công để hồi sức. Quân Nga lui về co cụm dọc theo nửa phía tây của Galgen-Grund. 
Lúc 6h-7h tối, Dohna tung một đợt tấn công cuối cùng vào trận tuyến quân Nga, đưa đến một cuộc hỗn chiến không phân thắng bại dọc theo vùng trũng Galgen-Grund. Trong khi đó, quân hai bên đã mất hoàn toàn khả năng duy trì kỷ luật của mình: một trung đoàn khinh kỵ Phổ đi vòng qua lưng quân Nga và thỏa sức hôi của từ các rương tiền của Nga gần Quartschen; bên phía Nga, nhiều binh sĩ quân cánh trái mở toang các thùng chứa rượu của sĩ quan và đua nhau uống no say. Đến 8h30, trận Zorndorf kết thúc khi hai phe hoàn toàn kiệt sức và không còn ý chiến đấu. Những thắng lợi ban đầu của Dohna, cộng với khuynh hướng dồn quân sang sườn phía tây của Nga trong trận chiến, đã khiến thế trận chuyển dịch theo chiều ngược kim đồng hồ và trong đêm ngày 25 tháng 8, quân hai bên đứng chân trên những địa điểm mà đối thủ của họ đã đứng chân vào buổi sáng: quân Phổ cắm trại giữa Quartschen và Langer-Grund còn quân Nga án ngữ trong khu vực phía tây Zorndorf.

## Kết cuộc
Trận Zorndorf là một trong những trận đánh khốc liệt nhất trong Chiến tranh Bảy năm, đã gây thương vong nặng nề cho cả hai phe tham chiến. Thiệt hại của phía Phổ lên đến 355 sĩ quan và 12442 binh lính, chiếm gần 1/3 lực lượng Phổ tham gia trận đánh. Quân đội Nga cũng chịu nhiều tổn thất, với 6 nghìn người chết và bị thương, cộng thêm 12 nghìn người bị bắt làm tù binh. Không những thế, quân Nga đã mất 53 nghìn đồng rúp khi lính khinh kỵ Phổ cướp phá các rương tiền của họ. Tuy nhiên, Nga có dân số lớn nên dễ bù đắp thiệt hại hơn, còn Phổ đã nhỏ bé, dân cư thưa thớt lại còn phải chống nhiều kẻ thù khác như Áo, Thụy Điển, Pháp, nên Phổ chịu bất lợi nhất.
Trận Zorndorf là một trải nghiệm chua chát của quân đội Phổ thời Friedrich, họ chưa từng gặp một kẻ thù nào lì lợm, gan dạ và dai sức như Nga. Từ chiều, tướng Nga Fermor không chịu nổi áp lực trận đánh, đã rời sở chỉ huy và thả quân sĩ tự xoay xở (sau này, Fermor kể là lúc đó ông ở Quartschen để chữa trị vết thương, nhưng có người kể đã nhìn thấy ông ở cách làng đó vài dặm). Tuy nhiên, quân Nga phải kiên cường chống đỡ mọi đợt tấn công của địch tới tận đêm. Lúc 6h, đội hình quân Nga đã bị dày vò, cấu xé rất nhiều nhưng vẫn không tan vỡ. Công sứ Anh tại Phổ Andrew Mitchell thuật lại cảnh tượng "rùng rợn và đẫm máu", khi "cả vùng nông thôn cháy rực quanh chúng tôi", và nghĩ rằng quân Phổ sẽ bị tê liệt hoàn toàn nếu không có sự điềm tĩnh và can đảm của Friedrich. Mitchell còn mô tả quân Nga chiến đấu "như quỷ hiện hình".
Ở góc độ chiến thuật, trận Zorndorf đã kết thúc với bế tắc cho quân đội Phổ và Nga. Tuy hai phe đã hao tổn rất nhiều xương máu nhưng không bên nào đẩy được đối phương ra khỏi trận địa. Hôm sau (26 tháng 8), lo liệu rằng một trận đánh nữa sẽ bùng phát, Friedrich dẫn kỵ binh trinh sát về hướng làng Zorndorf. Quân kỵ binh Phổ đã đánh bại một số đơn vị khinh kỵ Nga và Kozak, nhưng khi áp sát Zorndorf họ gặp phải hỏa lực mạnh của pháo binh Nga. Friedrich phải rút kỵ binh lên hướng bắc Langer-Grund để bảo toàn lực lượng. Pháo binh hai bên bắn phá liên tục trong suốt ngày 26, nhưng một trận đánh thứ hai đã không xảy ra và vào lúc 11h tối, Fermor tổ chức rút lui có trật tự về hướng đông bắc. Để tránh bị truy kích, Fermor đã cho pháo kích vào một số địa điểm trên trận tuyến quân địch. Đợt pháo kích này cùng với làn sương khói bốc lên từ sông Oder đã tạo điều kiện cho quân Nga rút lui an toàn khỏi trận địa. Thoạt tiên Fermor thu quân về Klein-Klamin, sau đó ngày 31 tháng 8 quân Nga lui về Landsberg và từ đây họ dần dần triệt thoái về lãnh thổ nước chư hầu Ba Lan. 
Friedrich từng mơ ước trận Zorndorf này sẽ là một Leuthen thứ hai, một thắng lợi quân sự quyết định loại Nga khỏi vòng chiến. Trận Zorndorf kết thúc khi ý đồ này hoàn toàn tan vỡ. Mặt khác, quyết định rút quân của Fermor đã biến trận Zorndorf thành một thắng lợi chiến lược đắt giá của quân đội Phổ, vì nó đặt dấu chấm hết cho các nỗ lực của người Nga nhằm đánh chiếm vùng trung tâm Berlin-Brandenburg trong năm 1758. Sự phá sản của chiến dịch tấn công Berlin-Brandenburg cũng giúp Friedrich rảnh tay đối phó với các nước khác trong liên minh chống Phổ. Ngày 26 tháng 8, quân đội Áo và chư hầu Đức do thống chế Leopold von Daun chỉ huy xâm nhập vùng Sachsen trên mạn tây bắc Phổ. Lực lượng Phổ tại Sachsen chỉ có khoảng 2 vạn người. Do vậy, ngày 2 tháng 9 Friedrich tức tốc hành quân về Sachsen, để lại 17 nghìn quân do Dohna chỉ huy trấn giữ mạn Brandenburg. Quân Phổ của Dohna đã truy kích quân Nga và đánh một số trận nhỏ với họ cho đến khi toàn bộ lực lượng Nga về đến Ba Lan vào cuối tháng 9.